# Strepsilejeunea
Strepsilejeunea là một chi rêu trong họ Lejeuneaceae.